# Brava/Più di te
Brava/Più di te è il 72° singolo di Mina, pubblicato a maggio 1965 su vinile a 45 giri dall'etichetta Ri-Fi.

## Il disco
Ristampa del singolo precedente Brava/E se domani con sostituzione del secondo lato, a seguito esaurimento delle scorte.
Più di te era stato già proposto come lato B del singolo Se piangi se ridi, il primo del 1965.
Arrangiamenti, orchestra e direzione orchestrale: lato A Bruno Canfora, lato B Augusto Martelli.

## Tracce
Lato A
1. Brava – 1:48 (Bruno Canfora; edizioni musicali Curci)

Lato B
1. Più di te (I Won't Tell) – 2:47 (testo: Antonietta De Simone – musica: Bob Gaudio, Bob Crewe; edizioni musicali Rias)